# Silene leucophylla
Silene leucophylla är en nejlikväxtart som beskrevs av Pierre Edmond Boissier. Silene leucophylla ingår i släktet glimmar, och familjen nejlikväxter. Inga underarter finns listade i Catalogue of Life.